# 더글라스 로페스
더글라스 안드레이 로페스 아라야(스페인어: Douglas Andrey López Araya, 1998년 9월 21일 ~ )는 코스타리카의 축구 선수로 포지션은 수비수이다. 현재 코스타리카 프리메라 디비시온의 클럽인 CS 에레디아노에서 활약하고 있다.